# Kovalam
Kovalam (en malayalam : കോവളം) est une station balnéaire de la mer d'Arabie, située à environ 16 km de Thiruvananthapuram, au Kerala, en Inde. Anciennement liée au royaume de Travancore, elle est désormais dirigée par des élus à la Lok Sabha de Thiruvananthapuram (en).
Kovalam désigne un bosquet de cocotiers et réfère aux nombreux arbres de cette espèce du village.

## Histoire
La régente maharani Sethu Lakshmi Bayi (en) s'intéresse à l'endroit et y fait construire le château Halcyon (en) à partir de la fin des années 1920. L'endroit est porté à l'attention du public par le neveu de Bayi, Chithira Thirunal Balarama Varma (en), maharaja de Travancore (en). Les Européens invités au royaume de Travancore découvrent le potentiel touristique des plages de Kovalam dans les années 1930. 
Kovalam est mise en lumière au début des années 1970 lors du passage des hippies, en route pour Ceylan, suivant la Hippie trail. C'est à partir de ce moment que Kovalam est passé d'un village de pêcheurs traditionnel à l'une des destinations touristiques les plus importantes de l'Inde[source insuffisante].
À la mi-mars 2018, Liga Skromane, une femme d'affaires lettone de 33 ans, venue à Kovalam pour guérir sa dépression au travers d'une thérapie ayurvédique, est enlevée, droguée, violée, étranglée et décapitée,. Le 20 avril 2018, son corps sans tête est retrouvé pendu par les pieds dans une mangrove à Vazhamuttom (en). Le 6 décembre 2022, ses meurtriers (un dealer et un guide touristique) sont condamnés à la prison à vie sans possibilité de libération conditionnelle. 

## Géographie

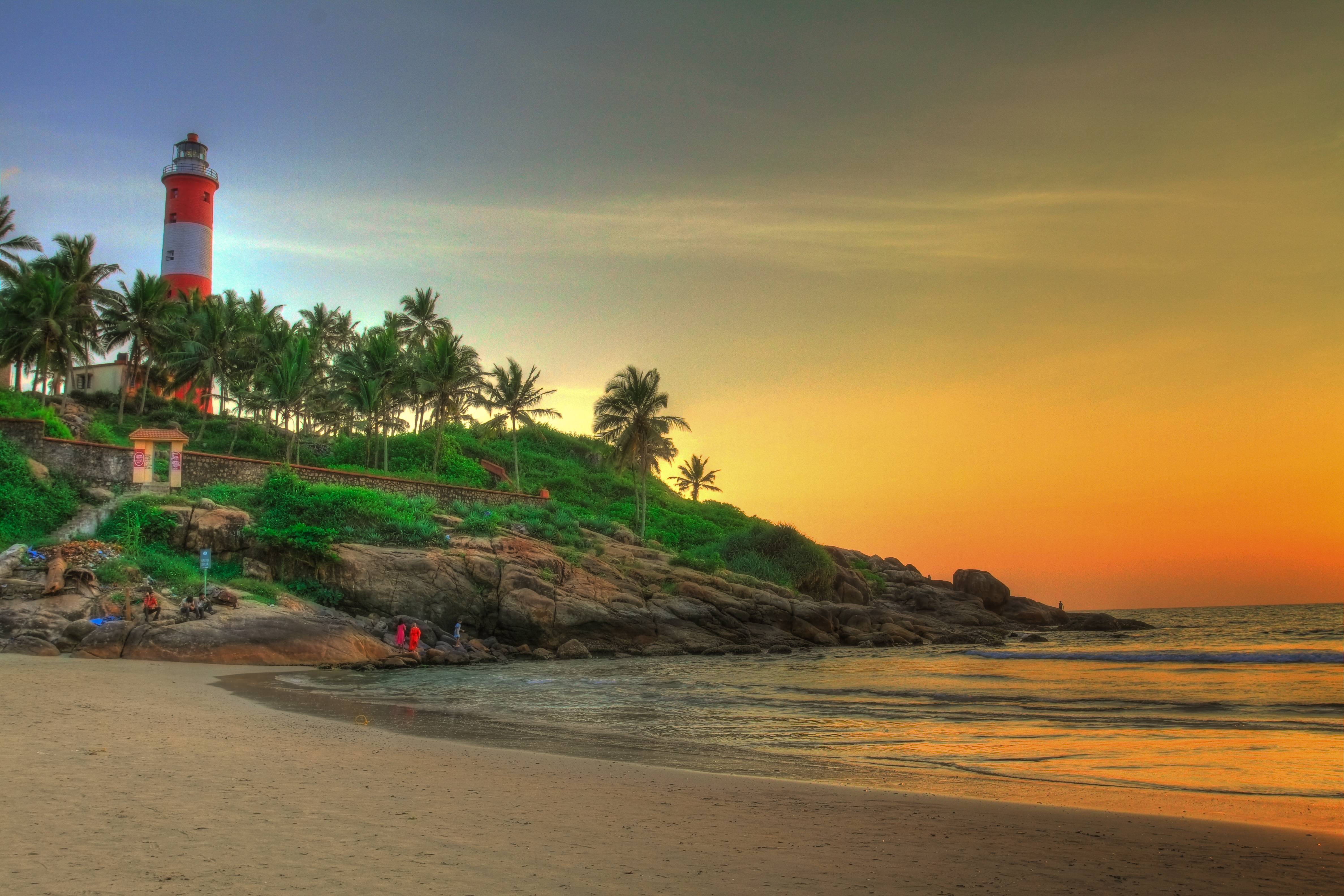
Vue de la plage en soirée.

Sur ses 17 km de côtes, Kovalam a trois plages séparées par des amoncellements rocheux.
- Plage du phare : C'est la plage la plus au sud et la plus fréquentée par les touristes. Elle tient son nom du vieux phare situé sur un promontoire rocheux.
- Plage Hawah / plage d'Eve : Deuxième plus visitée, on y observe travailler des pêcheurs.
- Plage Samudra : Séparée par un large promontoire, elle n'accueille pas vraiment de touristes. Les pêcheurs locaux y transigent leurs produits[8].

Le sable des plages de Kovalam est en partie noir en raison de la présence d'ilménite et de monazite. La saison touristique s'étend normalement de septembre à mai.

## Infrastructures
Kovalam possède un port de mer à Vizhinjam (en), à environ 3 km du centre-ville, qui abrite des temples hindou, des églises et une mosquée
Kovalam possède également plusieurs installations pour accommoder les touristes, dont des centres d'ayurveda et de détente.

## Images

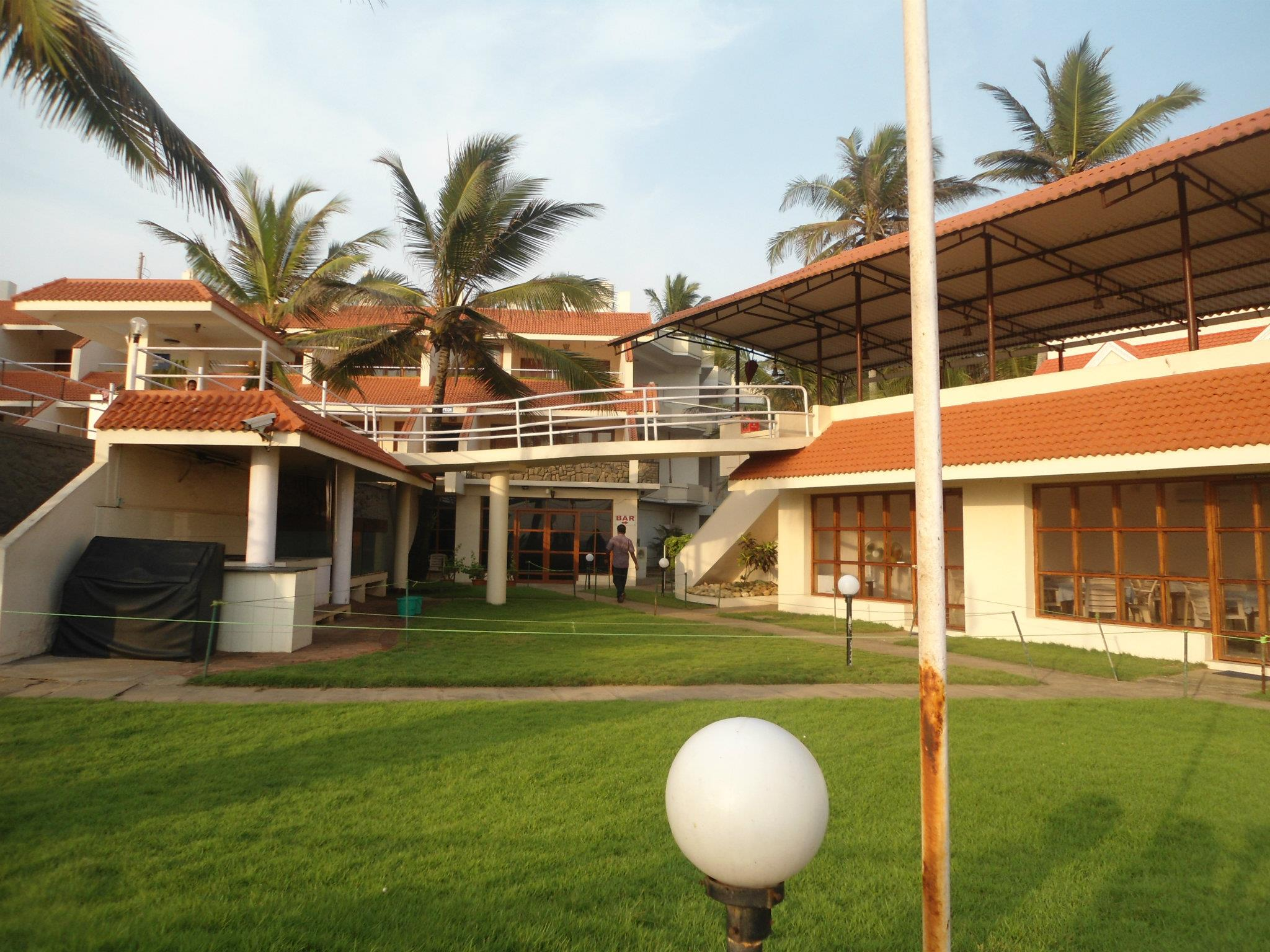
Hôtel de Kovalam
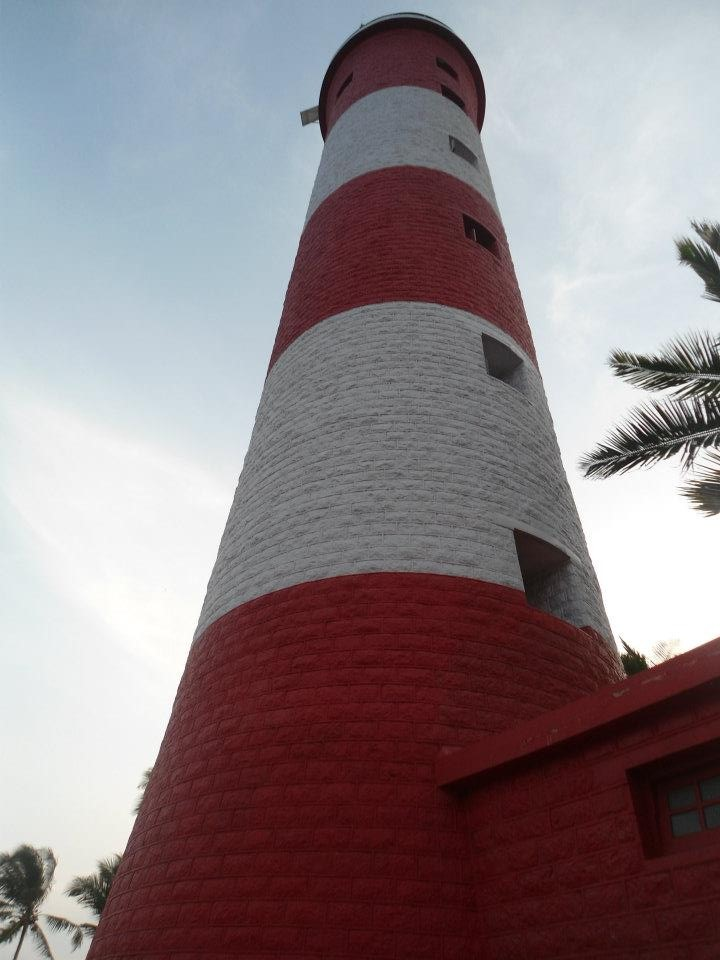
Phare de Kovalam
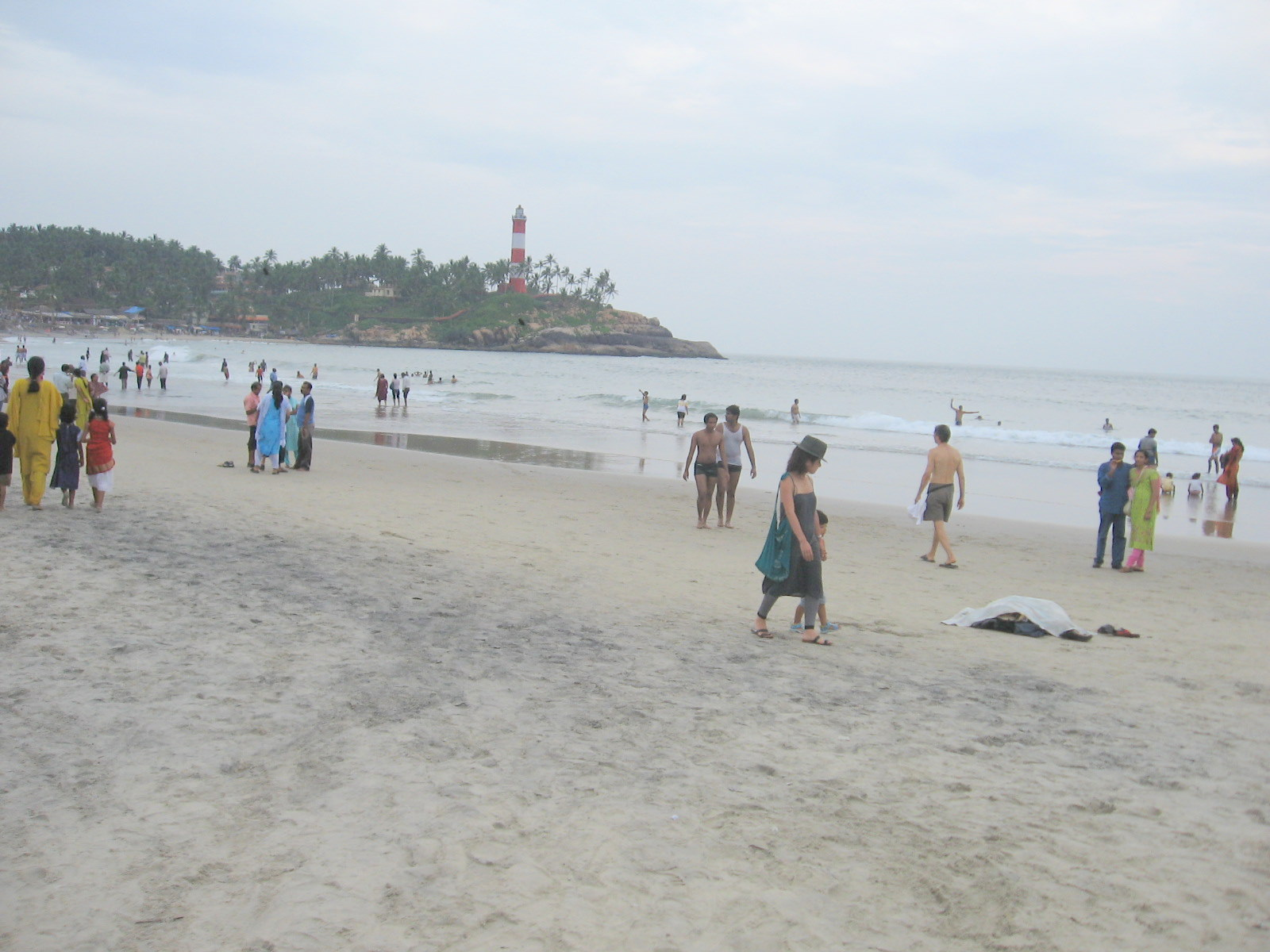
Plage du phare
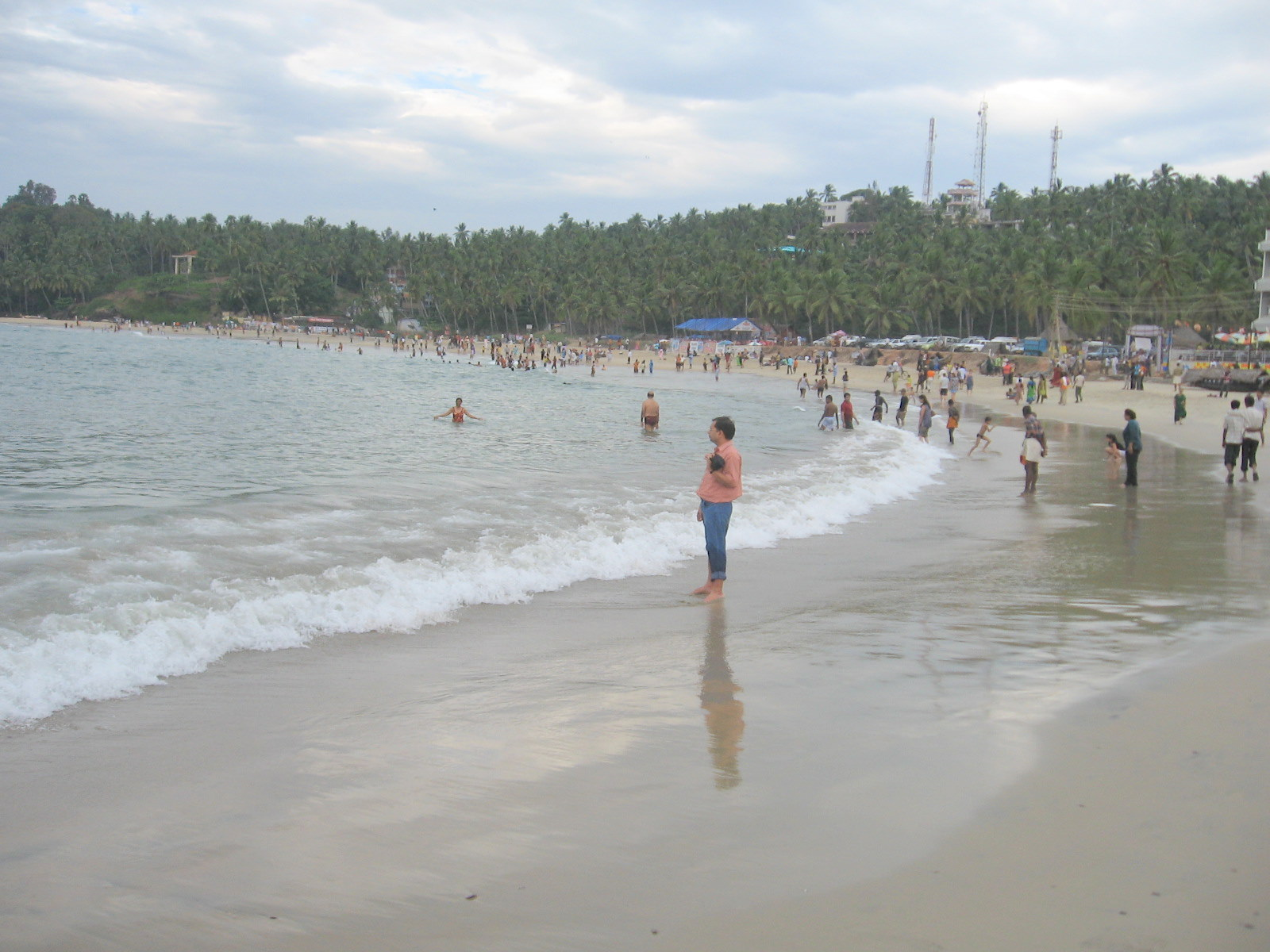
Plage Hawwah (Plage Eves)
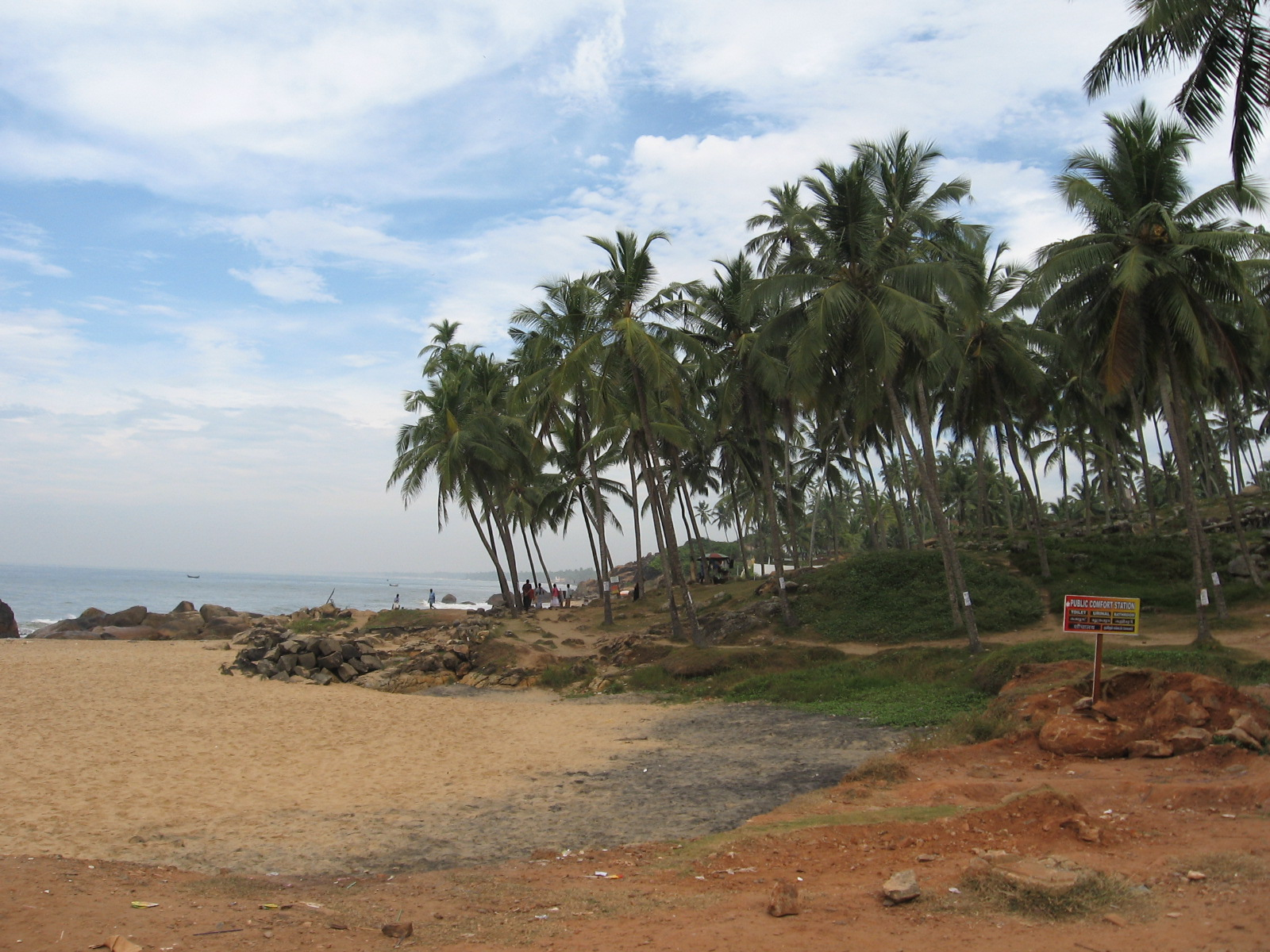
Plage Samudra
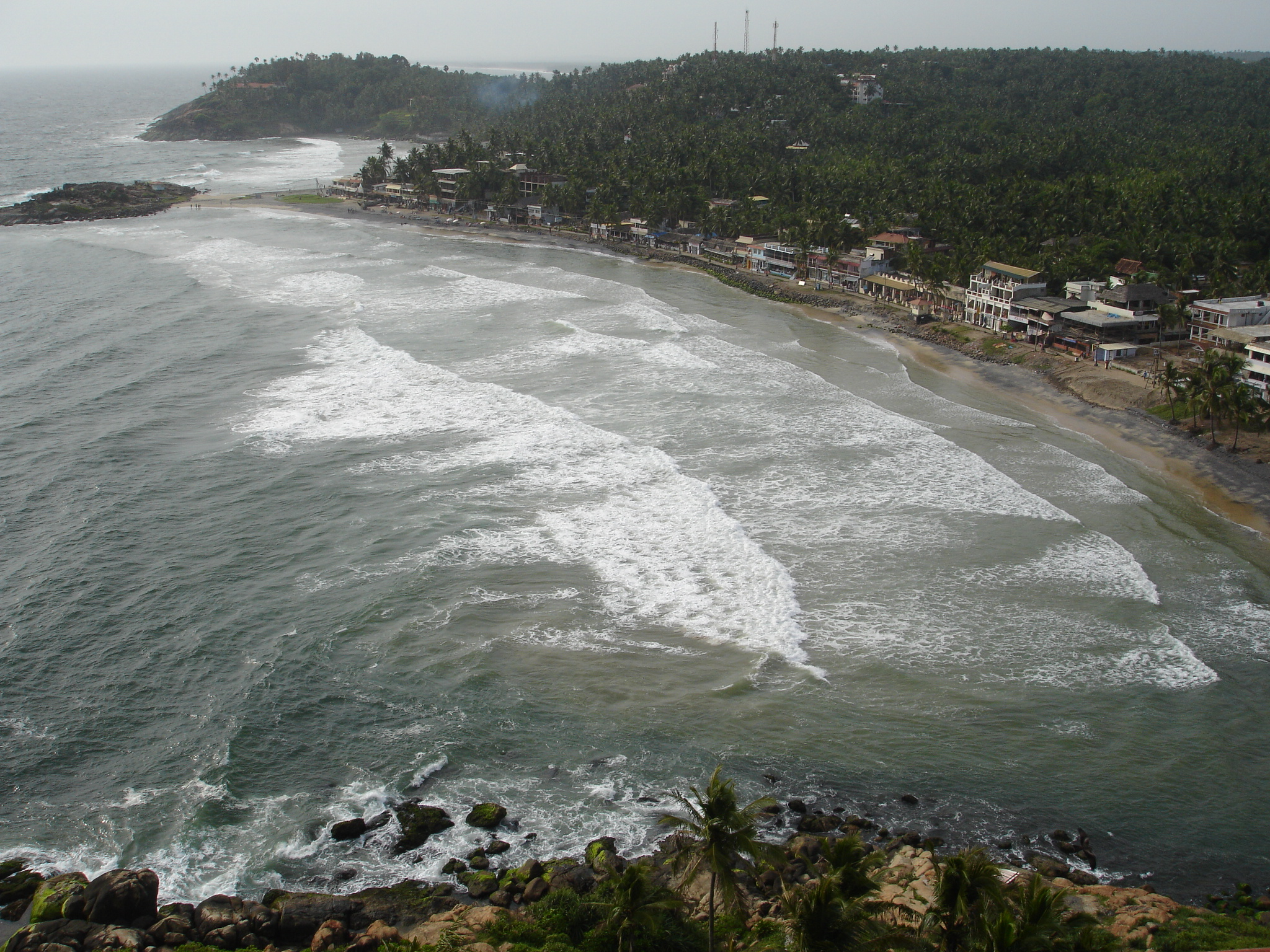
Vue du phare
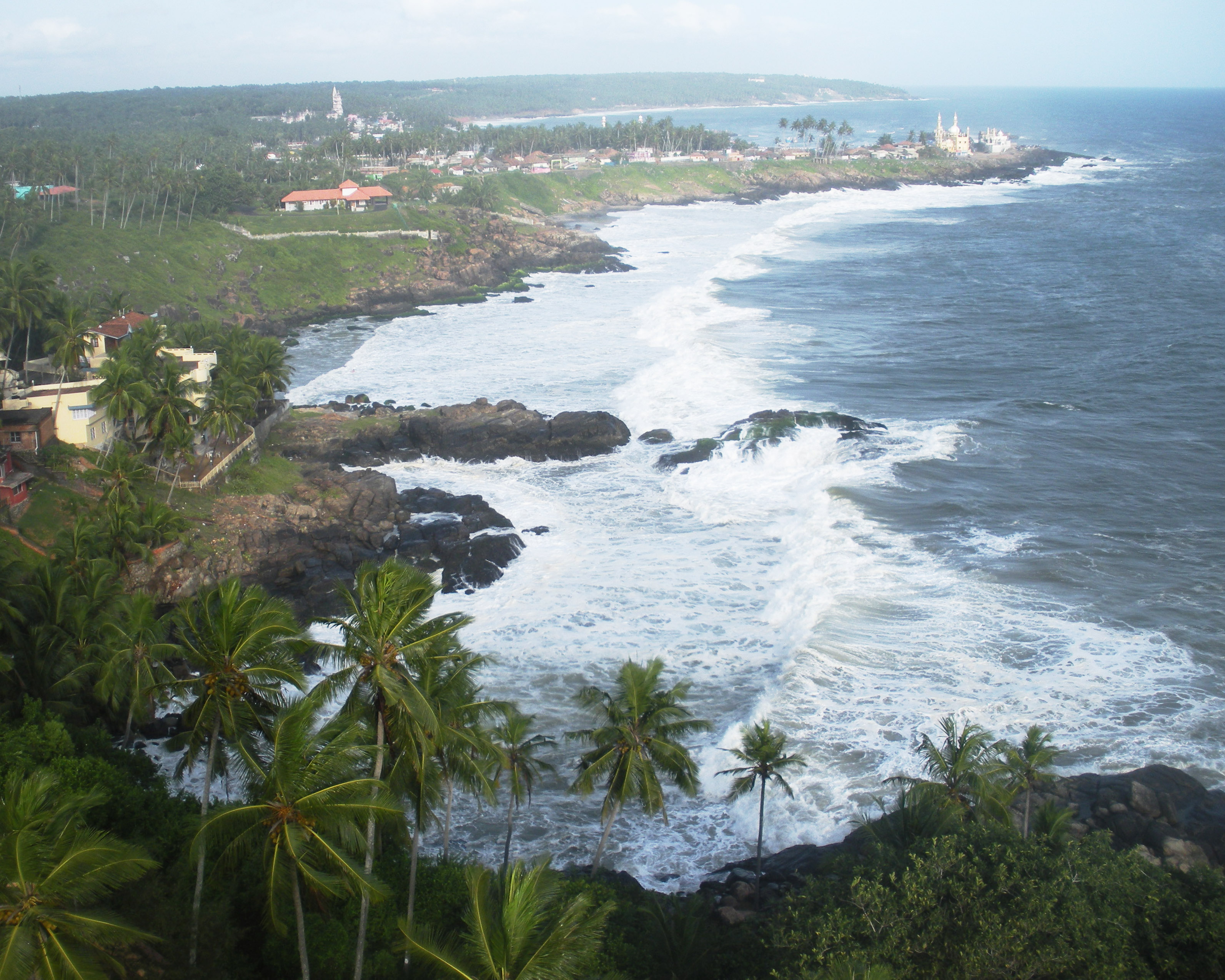
Autre vue du phare
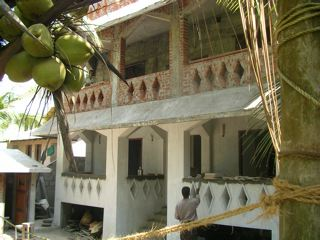
Muringa Vila, plage Samudra
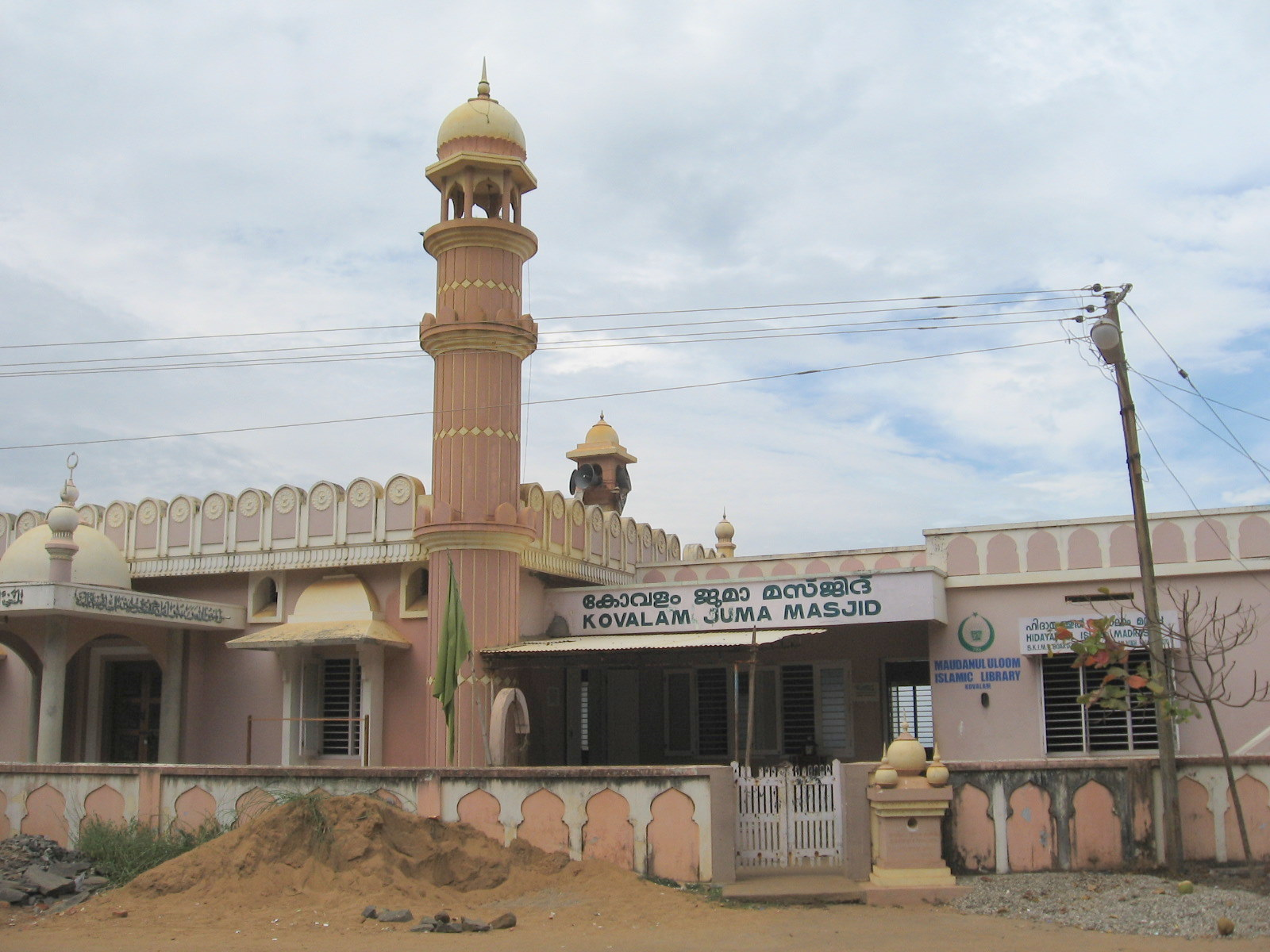
Jama Masjid, plage Samudra
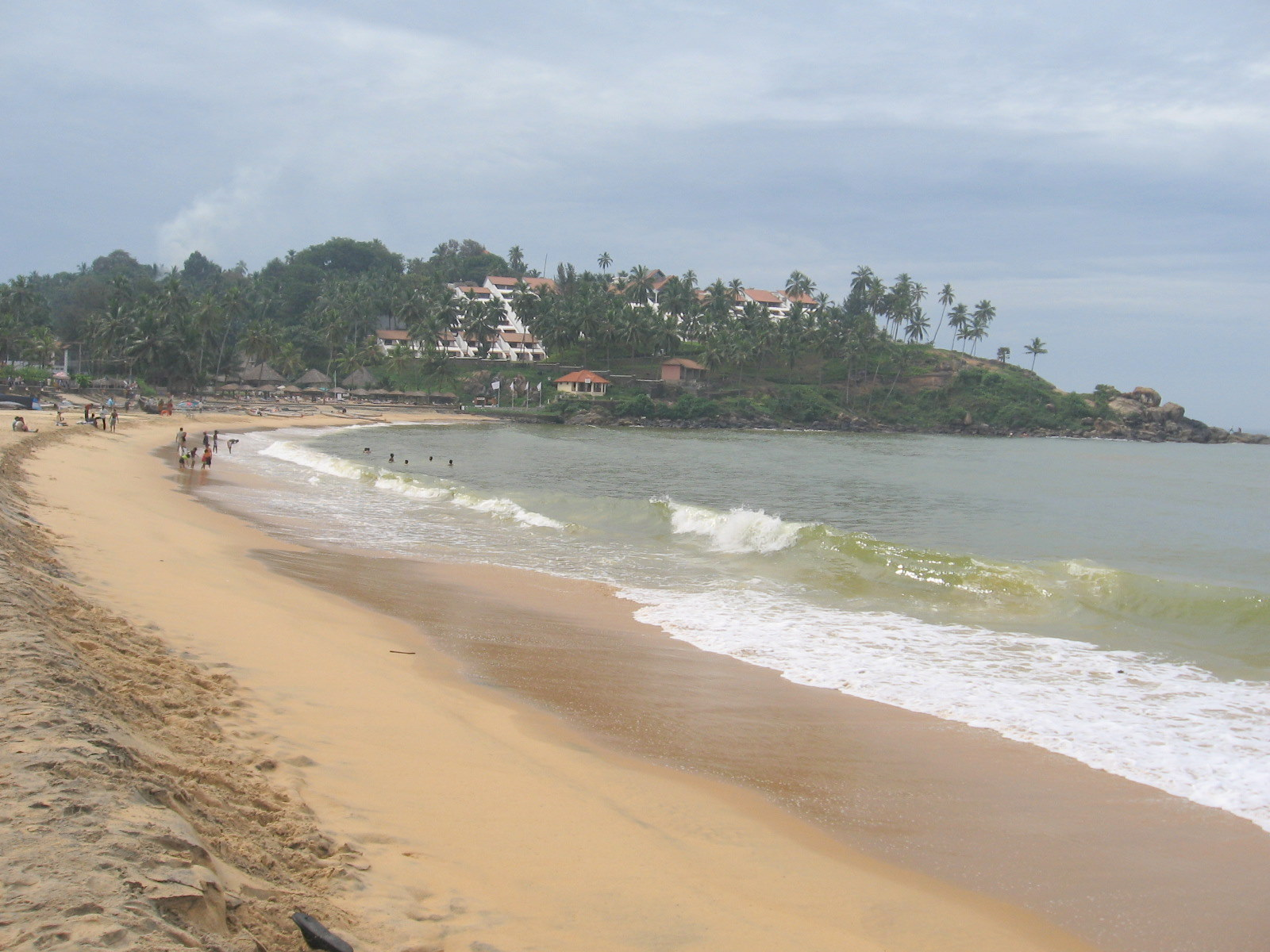
Plage Kovalam avec Leela Kovalam en arrière-plan
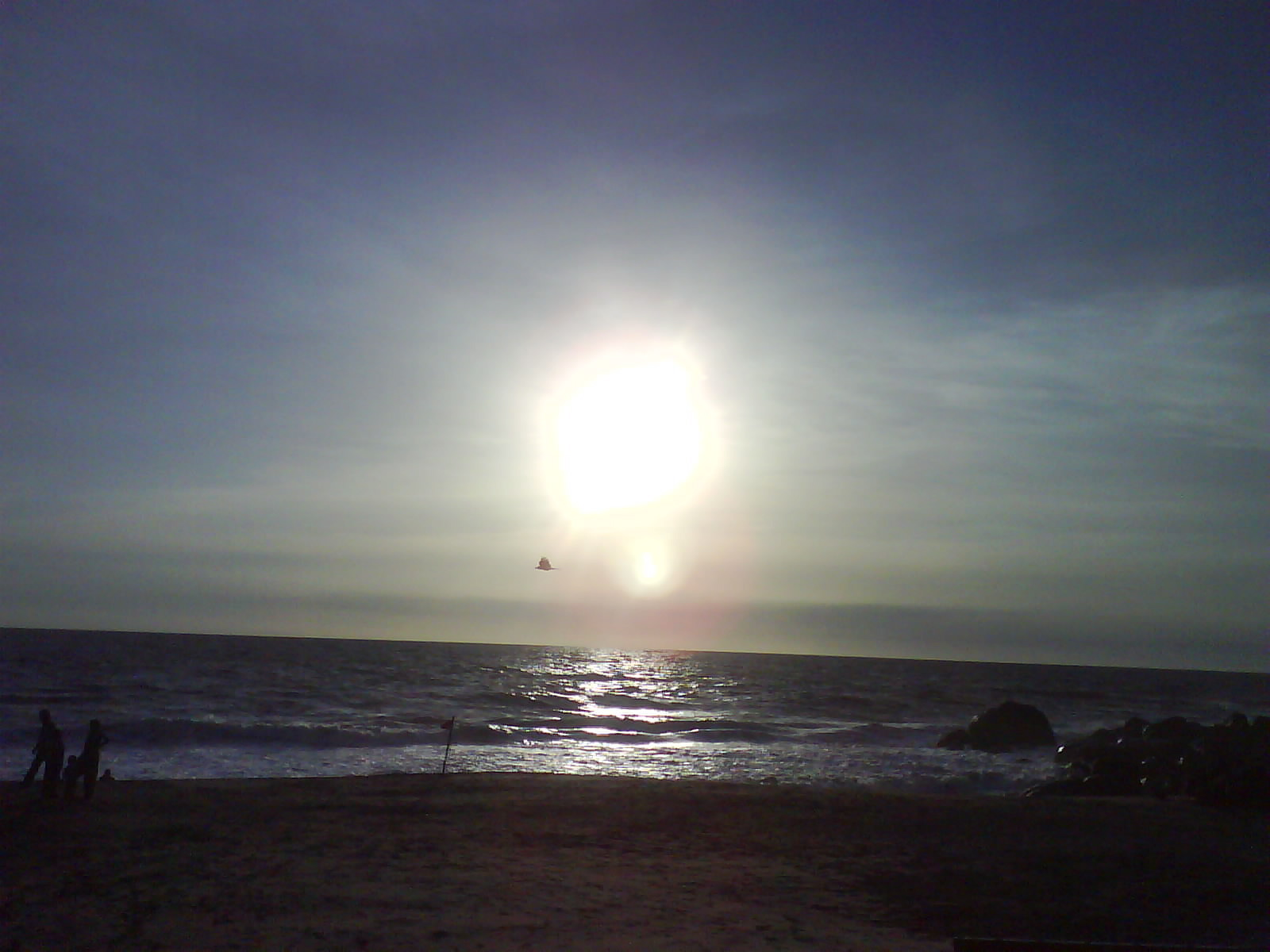
Coucher de Soleil
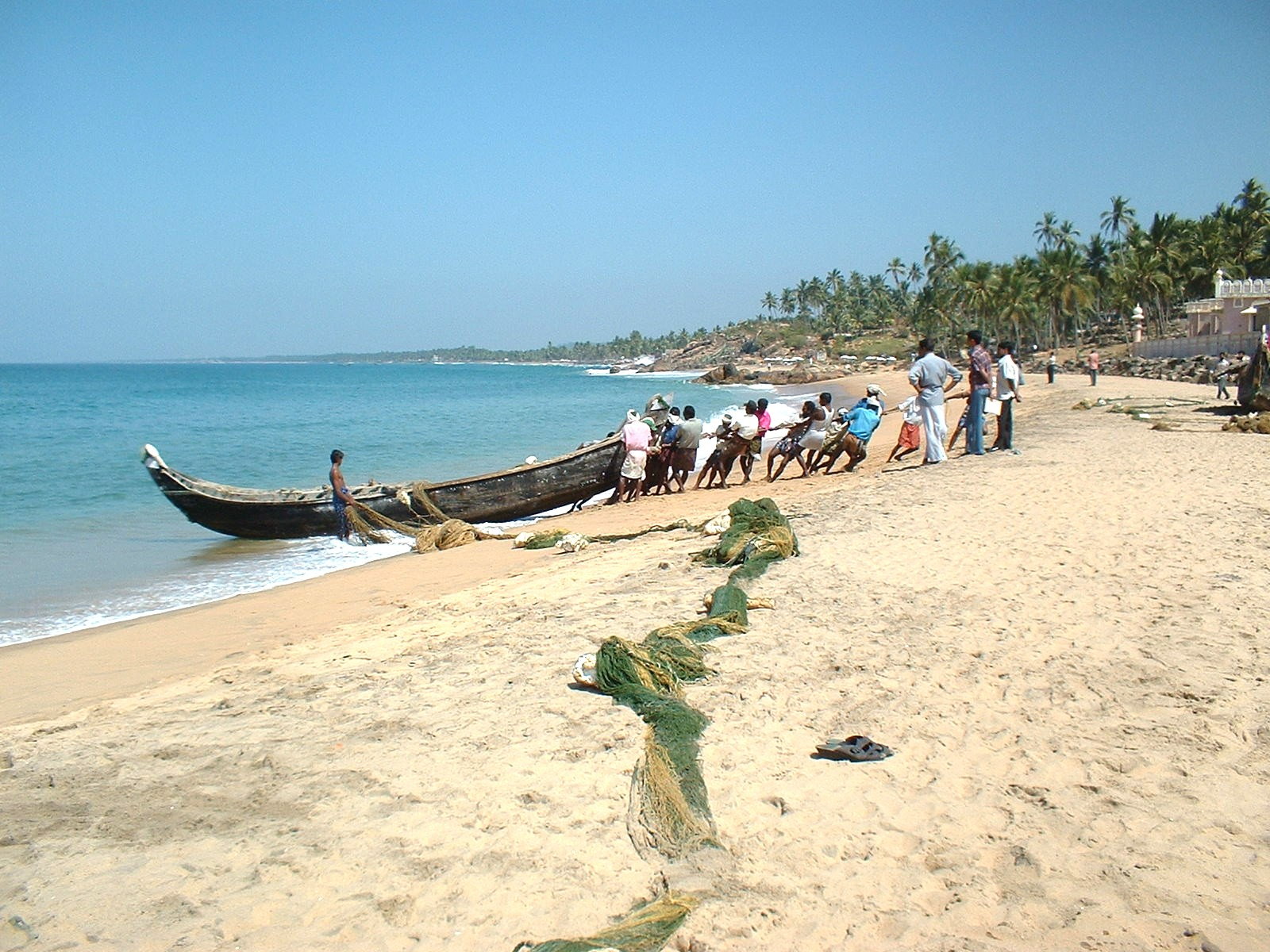
Pêcheurs et spectateurs transportant un bateau de pêche sur la plage (mai 2002).
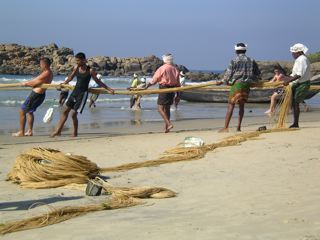
Pêcheurs tirant sur des filets (2008).
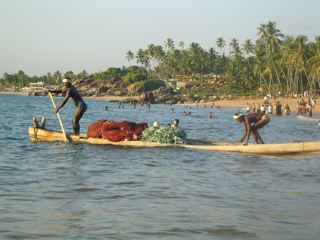
Pêcheurs sur un catamaran sur les plages Leela/ Samudra (2008).
Touristes